# Coleotechnites milleri
Coleotechnites milleri is een vlinder uit de familie van de tastermotten (Gelechiidae). De wetenschappelijke naam van de soort is voor het eerst geldig gepubliceerd in 1914 door August Busck.
C. milleri is een voor de bosbouw schadelijk insect; de larven zijn bladmineerders van de draaiden Pinus contorta in het westen van de Verenigde Staten en Canada. Epidemies van deze rupsen hebben in het Yosemite National Park langdurige schade door ontbladering veroorzaakt van 1903 tot 1921, 1933 tot 1941 en 1947 tot 1963.
Deze soort heeft een levenscyclus van twee jaar. De volwassen motten vliegen van midden juli tot midden augustus. De larven mineren in de naalden waar ze overwinteren en zich in het volgende seizoen ontwikkelen tot de vierde instar. De vijfde en laatste instar wordt gevormd in de daaropvolgende lente, waarna de larven in een gemineerde naald verpoppen; na een maand komen de volwassen insecten uit.